# Ladislav Korbel (zpěvák)
Ladislav Korbel (* 14. září 1987, Ostrava) je český muzikálový herec a zpěvák.

## Život
Od dětství se věnoval sportu a hudbě, učil se hrát na klavír a kytaru. Později byl členem několika ostravských rockových a metalových kapel. Jeho první zkušeností s TV byla show Robin Hood – cesta ke slávě, kde se probojoval až do finále. Fanoušky si získal i během pěvecké soutěže The Voice Česko Slovensko v roce 2019. Účinkoval ve více než 20 muzikálech, kde ztvárnil už přes 25 rolí. Jeho prvním muzikálem, ve kterém hrál a zpíval, bylo Srdce. Následovaly další role v muzikálech, především Divadla Broadway: Casanova, Hamlet, Adam a Eva. Zazářil i v muzikálech Děti ráje jako Mickey nebo Čas růží jako Bohouš. Dalšími známými muzikály, ve kterých účinkoval nebo dodnes účinkuje, jsou například Mýdlový princ, Doktor Faust, Mefisto, Tarzan a od října 2023 se objeví v novém muzikálu Janka Ledeckého Zapomeňte na Shakespeara! Od roku 2020 do 2023 byl frontmanem heavymetalové kapely Motorband a podílel se tak na albu Černá a bílá.
Od roku 2023 se věnuje vlastní hudební tvorbě. Vydal singly „Tsunami“ a „Fighter“, který pokřtil v pražském Clubu Tresor 18. dubna 2023. Kmotrem křtu byl frontman kapely Kabát Josef Vojtek. Křtu se účastnily i další známé osobnosti, jako Sagvan Tofi, Markéta Poulíčková, Daniel Barták, Petr Kutheil, Natálie Grossová, Elis Ochmanová, Jakub Moulis. Od dubna 2023 spolupracuje s Rock the opera a má již za sebou pěvecké vystoupení v norském Konserthus Stavanger a v Bergenu.

## Kapely a koncertní show
- Pracovní název - heavy punk Ostrava
- Raptus - progressive metal Ostrava
- Angels Fate - metal Ostrava
- Lucky Band - párty band, Hradec Králové
- DeColt - rock/metal Praha
- Motorband - rock/metal Teplice
- Rock the Opera - sympohic rock/metal (world cooperation)
- Aurora - party band Praha
- Queen symphony tribute show
- Queenmania
- Vzkříšení (Nová Spirála)
- Karel Svoboda - Téma na román

## Muzikály
- Srdce - "Maruel”
- Casanova - “Hrabě Branicky“
- Adam a Eva - "čert Mamon"
- Romeo a Julie - divadlo Pikl Hluboká nad Vltavou "Mercuzio"
- Jedna noc na Karlštejně - "Pešek"
- Hamlet - "Laertes"
- Horečka sobotní noci - "Gus"
- Mýdlový princ - "pornoherec, metalista, právník"
- Děti ráje - "Mickey"
- Mefisto - "Spinelocio"
- Čas růží - "Bohouš"
- Tarzan - "Terk"
- Doktor Ox - "Triston"
- IAGO - "Michael Cassio"
- Doktor Faust - "Mefistofeles - muž"
- Romeo a Julie - divadlo Hybernia "Tybalt"
- Robinson Crusoe - "Winter"[7]
- Zapomeňte na Shakespeara! - "Márty"
- Doktor Ox - "Triston"
- Sladké mámení - "Sergej Mogilevič"
- Tajemství - "Jan"

## Filmografie
- Princezna na hrášku - "princ Miroslav" kanadsko-česká pohádka[8]
- Dobré zprávy - epizodní role "řidič"
- Die Dasslers - německý film